# Marie Vinck
Marie Vinck (Antwerpen, 3 januari 1983) is een Vlaamse actrice.

## Levensloop
Vinck acteerde voor het eerst in 1993, op tienjarige leeftijd, in de televisieserie Moeder, waarom leven wij?. In 1998 speelde ze in de Nederlandse speelfilm Blazen tot honderd.
Vinck heeft Nederlandse en Engelse taal- en letterkunde gestudeerd aan de Universiteit Antwerpen. Ze brak op haar eenentwintigste definitief door met de film De kus (2004). De film werd op gemengde kritieken onthaald, maar Vincks prestatie werd unaniem gelauwerd: ze won de Joseph Plateauprijs voor beste Belgische actrice en kaapte ook de prijs van beste actrice weg op het festival CinemaEuropa in Viareggio.
Vinck is de dochter van actrice Hilde Van Mieghem. Bij de genoemde serie en de twee speelfilms was moeder Van Mieghem betrokken als hoofdrolspeelster of regisseuse.
In 2006 begon ze de vierjarige dramaopleiding aan het Herman Teirlinck Instituut in Antwerpen. 
Ze is lid van het theatergezelschap FC Bergman waarmee ze speelde in onder meer "FOYERdeLUXE", "Wandelen op de Champs- Elysées met een schildpad om de wereld beter te kunnen bekijken, maar het is moeilijk thee drinken op een ijsschots als iedereen dronken is", "Het land Nod", "300el x 50el x 30el" en "Van den vos". Ze werkte ook mee aan producties van Villanella, Monty, Compagnie De Koe en Toneelhuis. In de herfst van 2014 verving ze Maaike Cafmeyer in een aantal van de voorstellingen van de musical '14-'18.

## Filmografie
- Moeder, waarom leven wij? (1993) - als Netje
- Blazen tot honderd (1998) - als Moniek
- Kaas (1999) - als Ida Laarmans
- Saint Amour (2001) - als Ilse
- Witse (2004) - als Loesje Vansina
- De kus (2004) - als Sarah Lenaerts
- Zonder jou (2006) - als Merel
- De Kavijaks (2007) - als Esther 'Belinda' Goldberg
- Mega Mindy (2007) - als Annabel Den Drukker
- The Box Collector (2007) - als Julie
- Vermist (2008) - als Karen Smetrijns
- Zone Stad (2008) - als Els Liekens
- Vox Populi (2008) - als Peggy
- Loft (2008) - als Sarah Delporte
- De Smaak van De Keyser (2008) - als de jonge Louise Lecron
- SM-rechter (2009) - als Iris
- Amsterdam (2009) - als Hannah
- Post Scriptum (2009) - als Joke
- De Rodenburgs (2009-2011) - als Marie-Claire Rodenburg
- Adem (2010) - als Anneleen
- Smoorverliefd (2010) - als Michelle
- Making Of (2011) - als Lisa
- Zone Stad (2012) - als Stephanie Arco
- Wolven (2012-2013) - als Sofía Belén
- Zuidflank (2013) - als An Rutten
- Safety First (2013) - als Vanessa
- Sprakeloos (2017) - als de jonge Josee
- 13 Geboden (2018) - als Vicky Degraeve
- Ritueel (2022) - als Christine 'Kiki' Schelfthaut
- Rough Diamonds (2023) - als Gila Wolfson

## Vlaamse nasynchronisatie

### Geanimeerde films
- Toy Story - als Hannah Phillips (ter vervanging van Sarah Freemans stem)

## Privéleven
- Marie Vinck woont in Antwerpen. Haar partner is acteur Stef Aerts. Ze hebben samen één dochter.